# كونراد بي. هاريسون
كونراد بي. هاريسون (بالإنجليزية: Conrad B. Harrison)‏ هو سياسي أمريكي، ولد في 15 يوليو 1911 في لوغان في الولايات المتحدة، وتوفي في 12 فبراير 2008.